# Église Saint-Rémy de Fénétrange
L'église Saint-Rémy de Fénétrange est une ancienne collégiale située à Fénétrange, en France.

## Localisation
Collégiale gothique XVe siècle : nef de trois travées flanquée de collatéraux, chœur à deux travées, abside à cinq pans, panneaux de vitrail exécutés par Thibaud de Lixheim fin XVe siècle (en grande partie détruits au cours de la dernière guerre), monument funéraire de Henri de Fénétrange (1385), mobilier et boiseries XVIIIe siècle ; elle abrite un grand orgue et des verreries des XVe et XVIe siècles.
L'église est située dans le département français de la Moselle, sur la commune de Fénétrange.

## Historique
La collégiale fut érigée en 1475 sous la supervision de l'architecte Hans Hammer, à la demande de Jean VII de Fénétrange et de son épouse, Béatrice d'Ogéviller.
L'édifice fut endommagé à plusieurs reprises par les guerres et les incendies, en particulier celui qui s'y déclara en 1610. Durant la guerre de Trente ans, les Suédois mirent également à mal la collégiale en 1636,. 
L'édifice est classé au titre des monuments historiques par journal officiel du 16 février 1930.
La collégiale a fait l'objet d'importantes rénovations sur une période de 4 ans, qui s'est achevée en 2023.

## Mobilier

### Vitraux
L'église comprend deux séries de vitraux datant XVe siècle. Ils sont attribués à Théobald de Lixheim, un moine et maître verrier.
La première série représente la crucifixion du Christ. La seconde, les quatre Docteurs de l’Église proclamés au XIIIe siècle,. Les deux séries sont classées monuments historiques depuis 1977.

Les autres vitraux, de fabrication plus modernes, ont été réalisés après la Seconde Guerre mondiale.

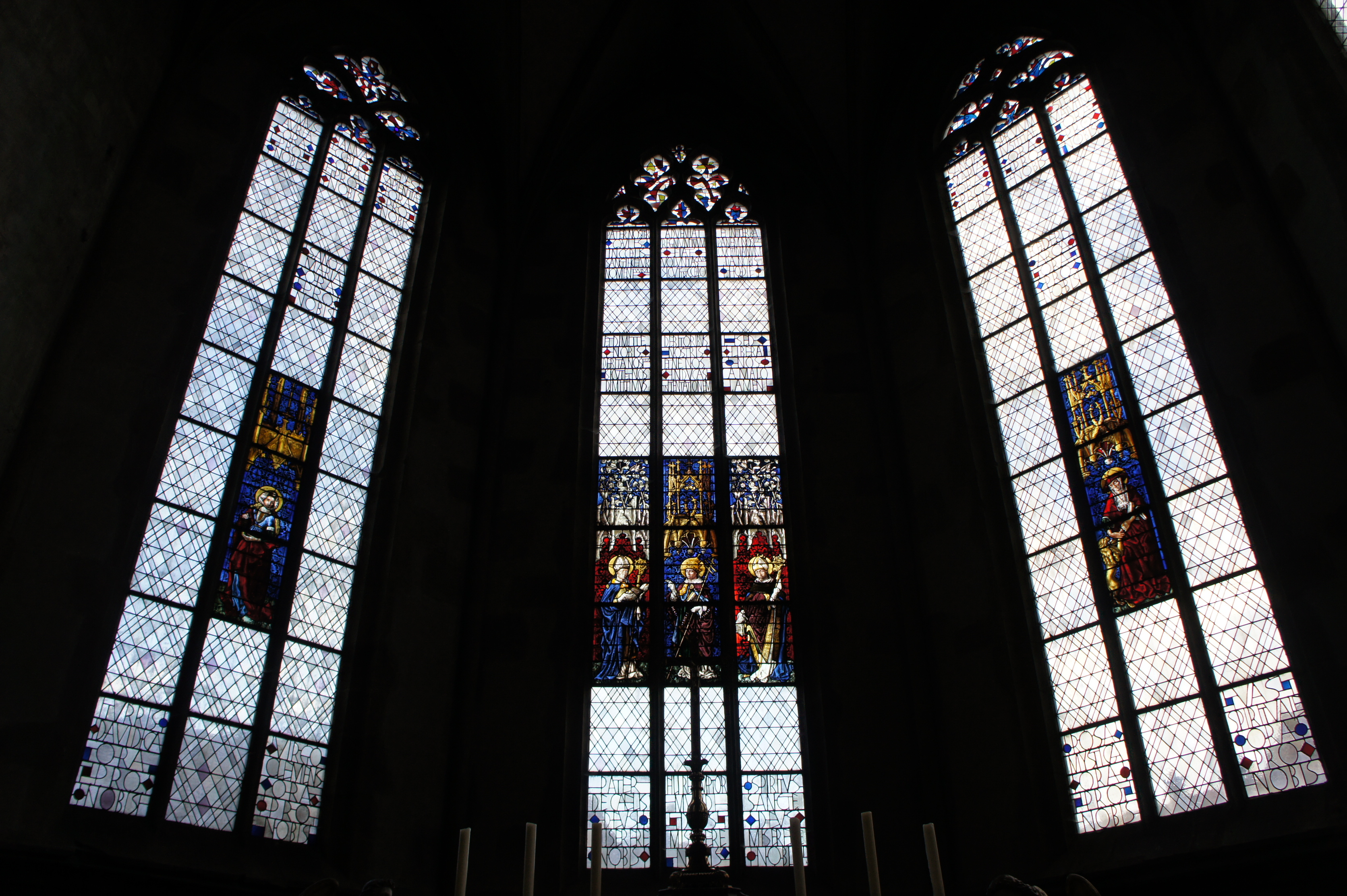
Seconde série de vitraux
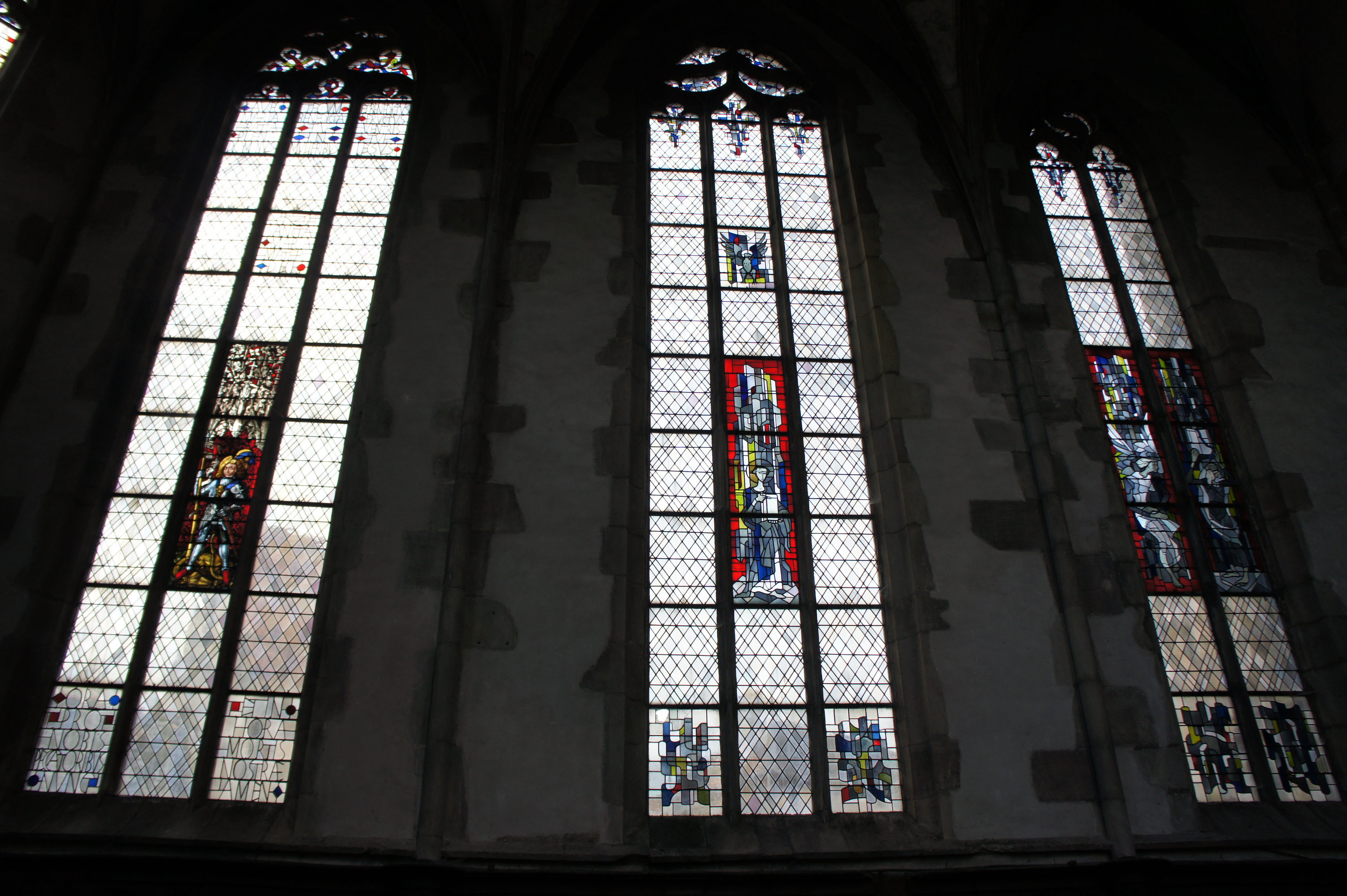
Vitraux anciens et contemporains dans l'église Saint-Rémy

### Orgue
Classé monument historique depuis 1977, l'orgue de l'église fut racheté aux bénédictines de l'abbaye de Vergaville en 1792,. Son buffet a été réalisé par Caspar Grausz. L'ensemble de l'instrument fut restauré en 1841 par le facteur d'orgues Georges Wegmann.

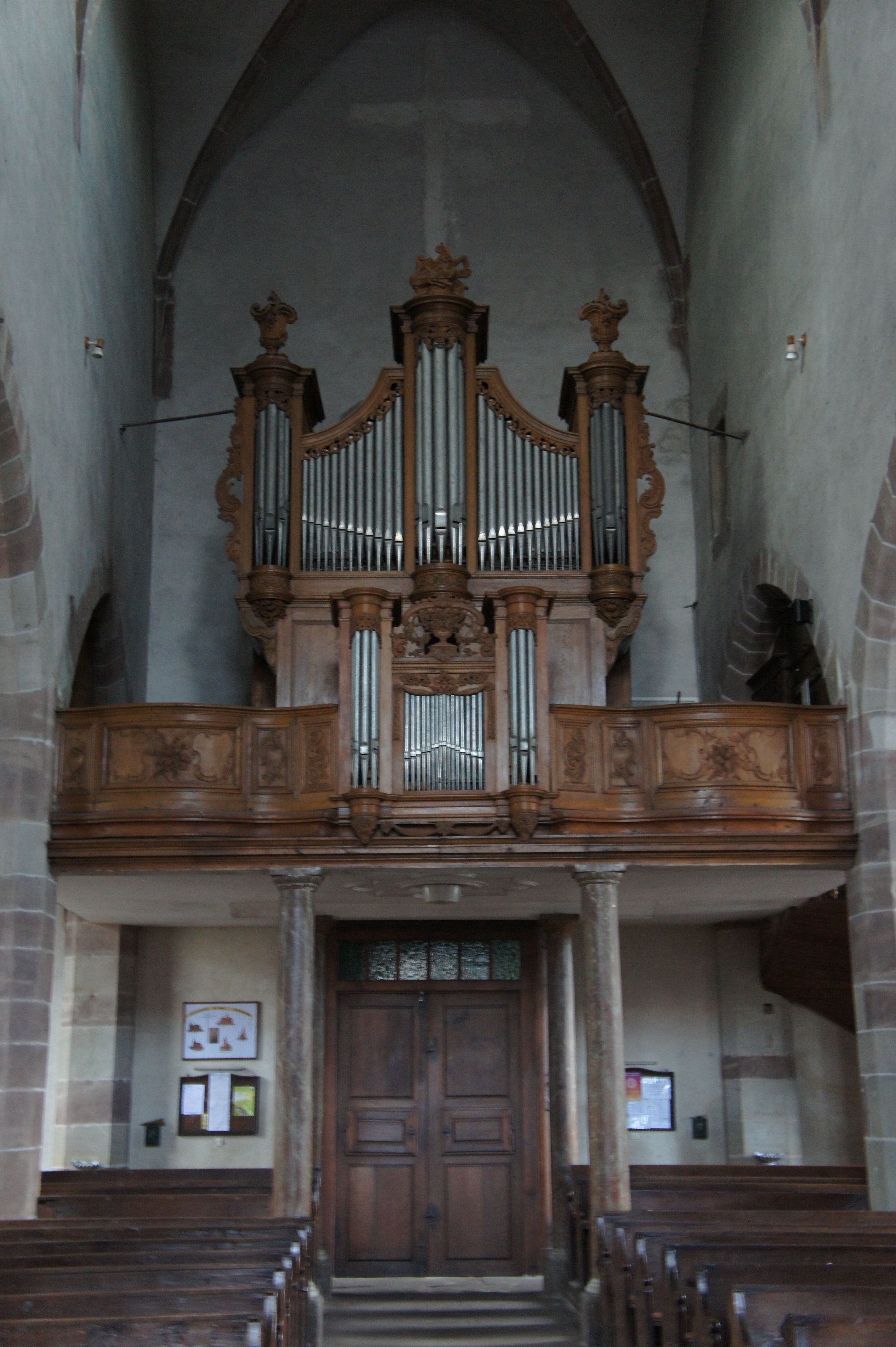
Orgue de l'église Saint-Rémy

## Manifestations culturelles
Le bâtiment est le cadre de la majeure partie des concerts ayant lieu chaque année durant le Festival de Fénétrange.

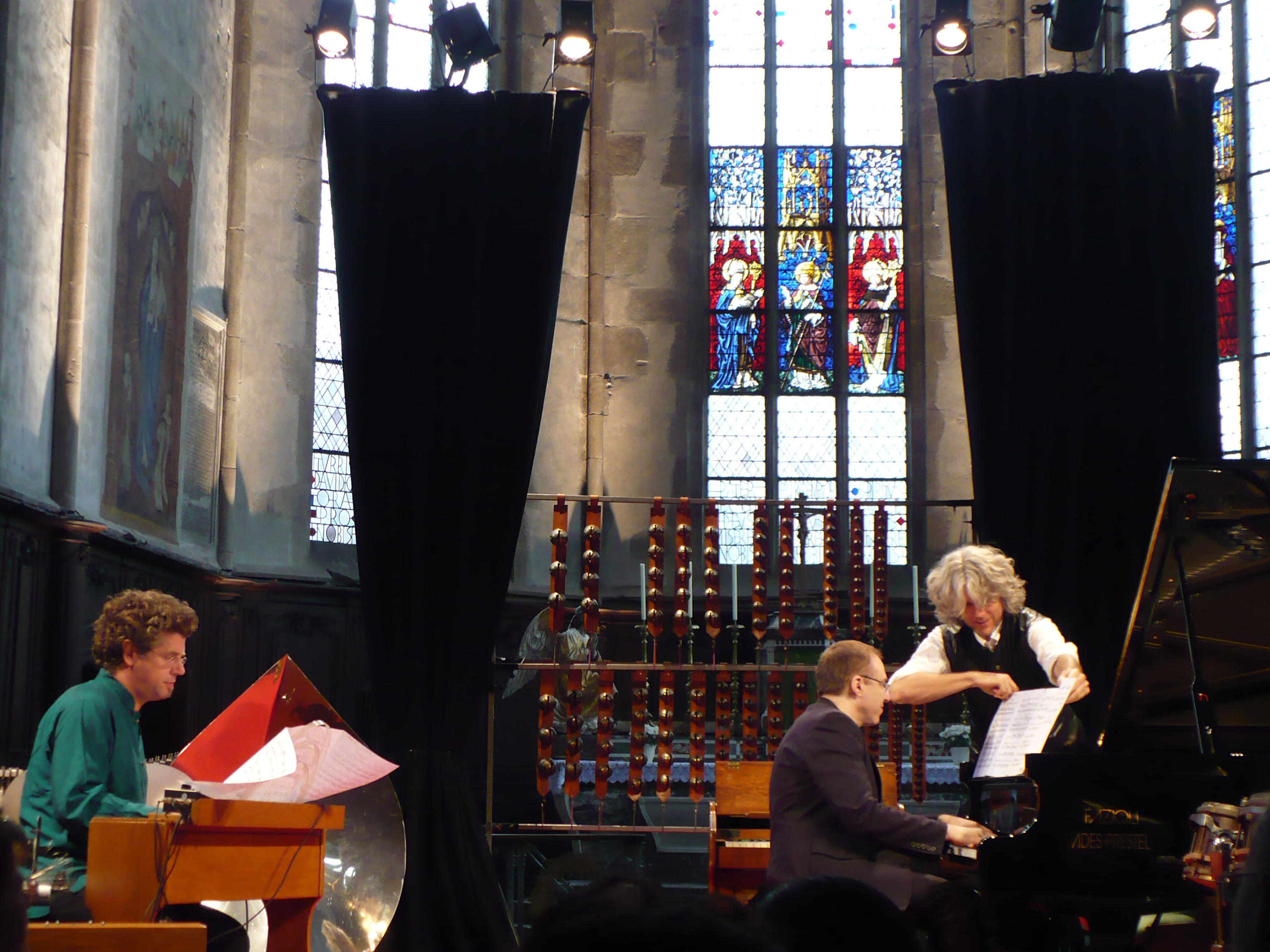
Concert dans la collégiale lors de la 31e édition du festival
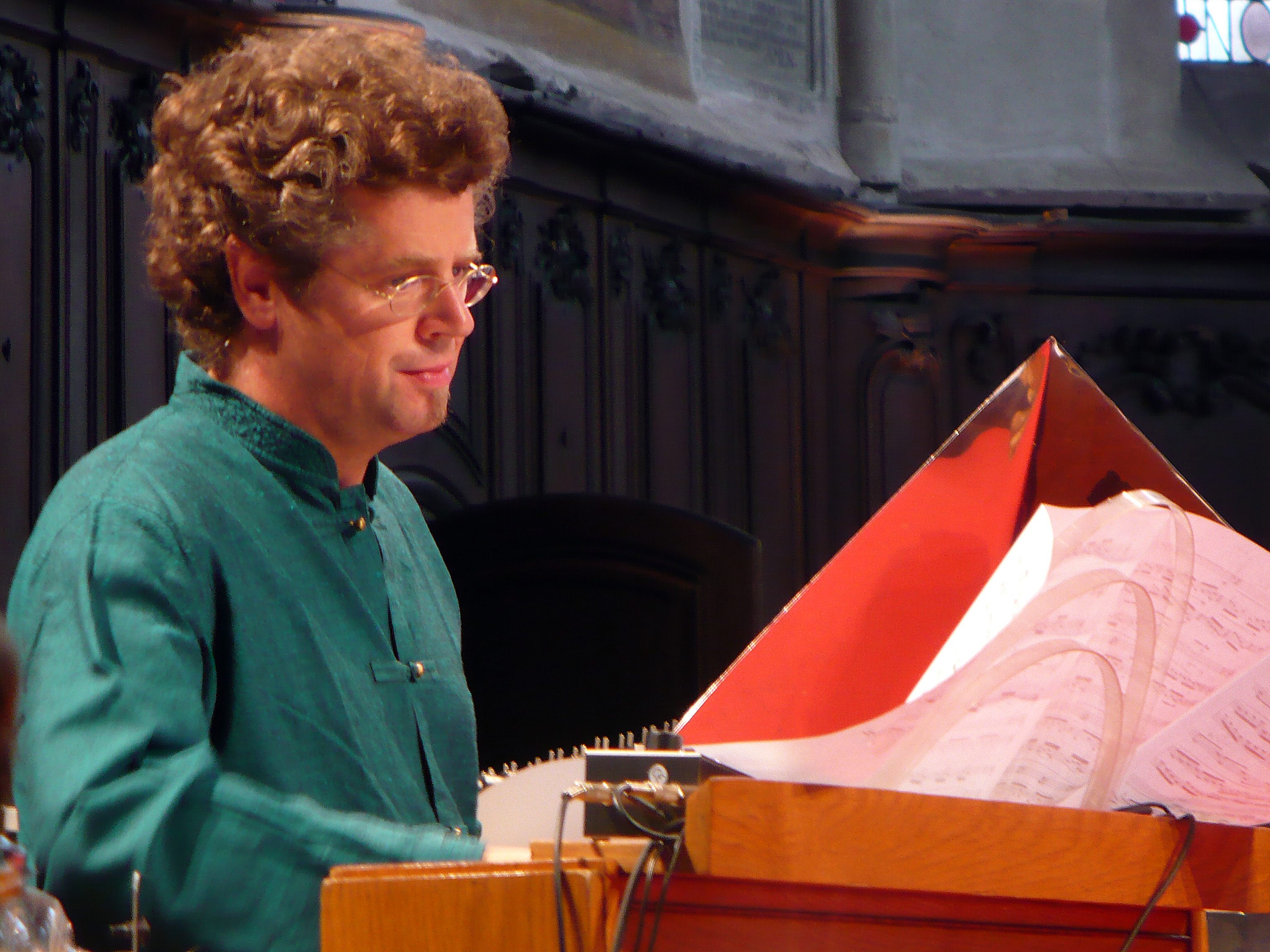
Le musicien Thomas Bloch en concert dans la collégiale lors de la 31e édition du festival